# Diamantstraat 134
Diamantstraat 134 in Amsterdam is een gebouw aan de Diamantstraat, De Pijp, Amsterdam-Zuid.

## Gebouw
Op deze plek, waar het Smaragdplein de Diamantstraat raakt werd in 1925/1926 gebouwd aan een badhuis. De aanbesteding onder directeur Publieke Werken Allard Remco Hulshoff vond plaats voorzomer 1925. Op 16 oktober 1926 vond de opening plaats door wethouder Monne de Miranda. Amsterdam kende toen dertien badhuizen; badhuis nummer 14 en 15 waren in voorbereiding. De opening was landelijk nieuws. 

Het basisontwerp kwam ook nu weer van de Dienst der Publieke Werken met architect Arend Jan Westerman, ook verantwoordelijk voor het ontwerp van Badhuis Boerhaaveplein. Ten tijde van de planning dan wel bouw was Westerman echter al geruime tijd weg bij de Publieke Werken, waardoor de gedachte heerst dat het definitief ontwerp wel van een derde afkomstig kan zijn. Voor dit gebouw aan de Diamantstraat. Hij ontwierp het badhuis in zijn eigen variant van de Amsterdamse School-stijl. Beide badhuizen zijn geheel vrijstaand en een omgeving die in die jaren net volgebouwd was met woningen, die nog geen badgelegenheden hadden. Beide badhuizen hadden gescheiden ingangen voor mannen en vrouwen. Hier kwamen acht stortbaden en twee kuipbaden. Voor beide gebouwen geldt ook dat ze gebouwd zijn op een cirkelvormige, schelpachtige plattegrond. De toegang voor dit badhuis in de Diamantbuurt is gelegen aan de oostzijde, wel moet men een trapje op om in het gebouw te geraken. De buurt was volgebouwd door de Woningstichting De Dageraad, de Algemeene Woningbouwvereniging en Eigen Haard. Dit wordt vermeld in een gedenksteen: 
Deze steen is bij de opening v/h badhuis aangebracht door de bewoners van de woningstichting 'De Dageraad', Algemeene Woningbouwvereniging en de woningbouwvereniging 'Eigen Haard
In de jaren zeventig, tachtig kon het badhuis na jaren gesloten worden. Er werd in de voorafgaande jaren druk gesaneerd en gerenoveerd in de buurt, waarbij deze sanitaire ruimte alsnog werd ingebouwd in de woningen. Het gebouw moest herontwikkeld worden, maar de gemeente wist lange tijd niet waarin. Het raakte in staat van verval. Het was al geruime tijd geen badhuis meer, toen het op 6 december 2004 tot rijksmonument werd verklaard. In 2015 kwam er een grondige renovatie van dit gebouw van de grond en werd het ingericht als broedplaats, ateliers en studioruimten voor kunstenaars, de zogenaamde Badhuiskunstenaars. Daarna (2022) werd de buitengevel opgesierd met portretten van buurtbewoners.

## Afbeeldingen

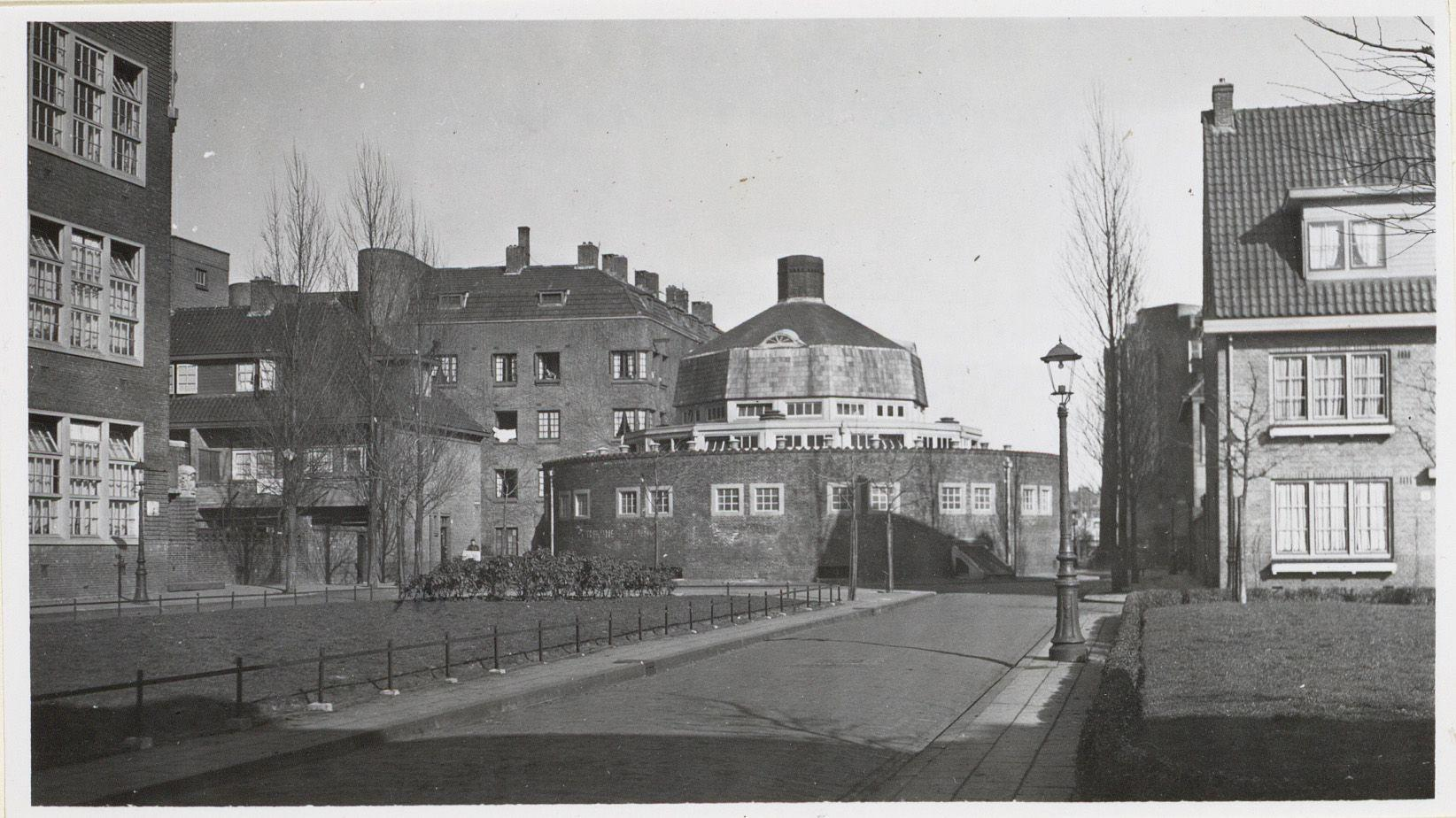
Het badhuis door Jacobus van Eck in 1938
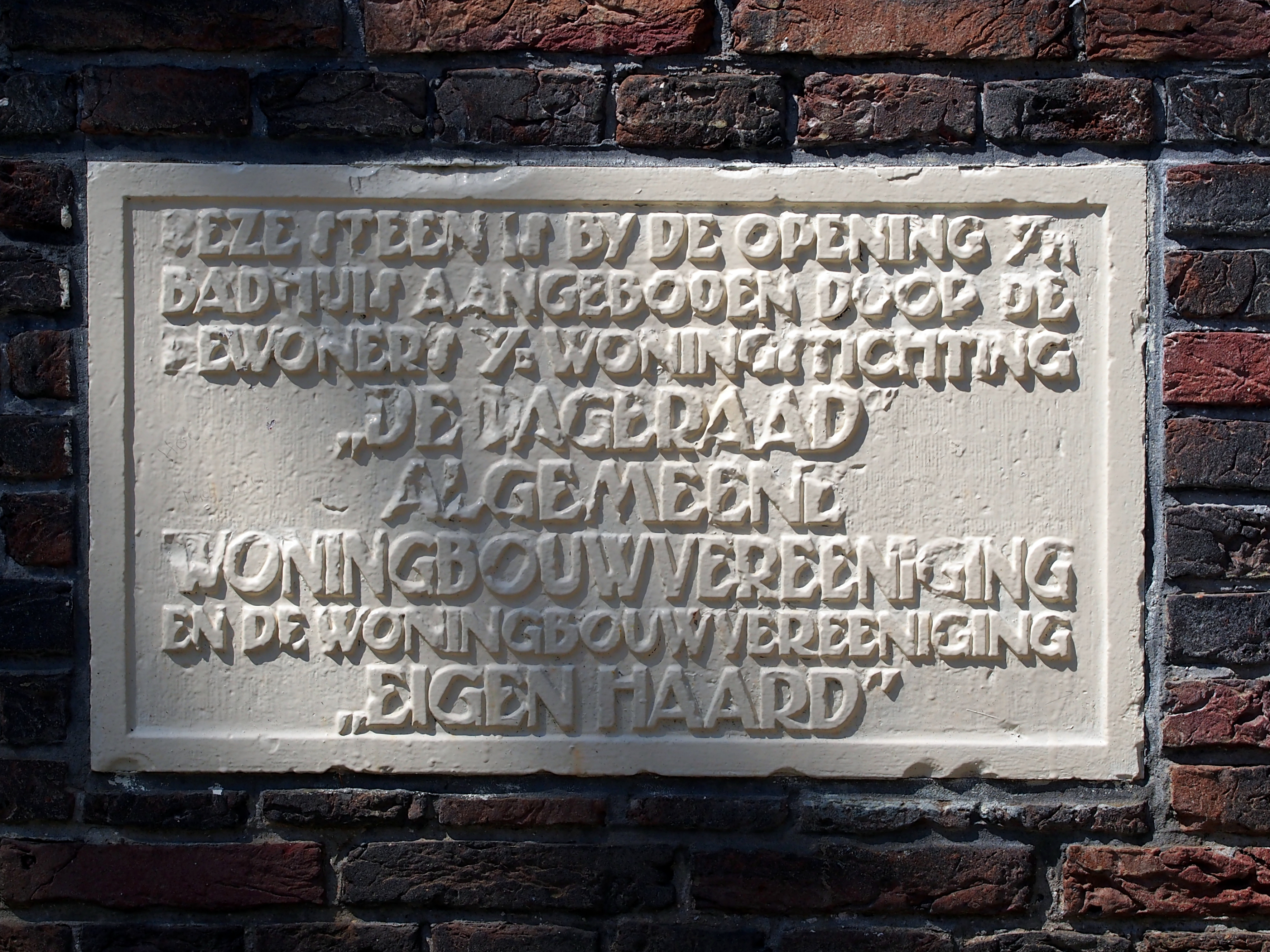
Gedenksteen (juni 2016)
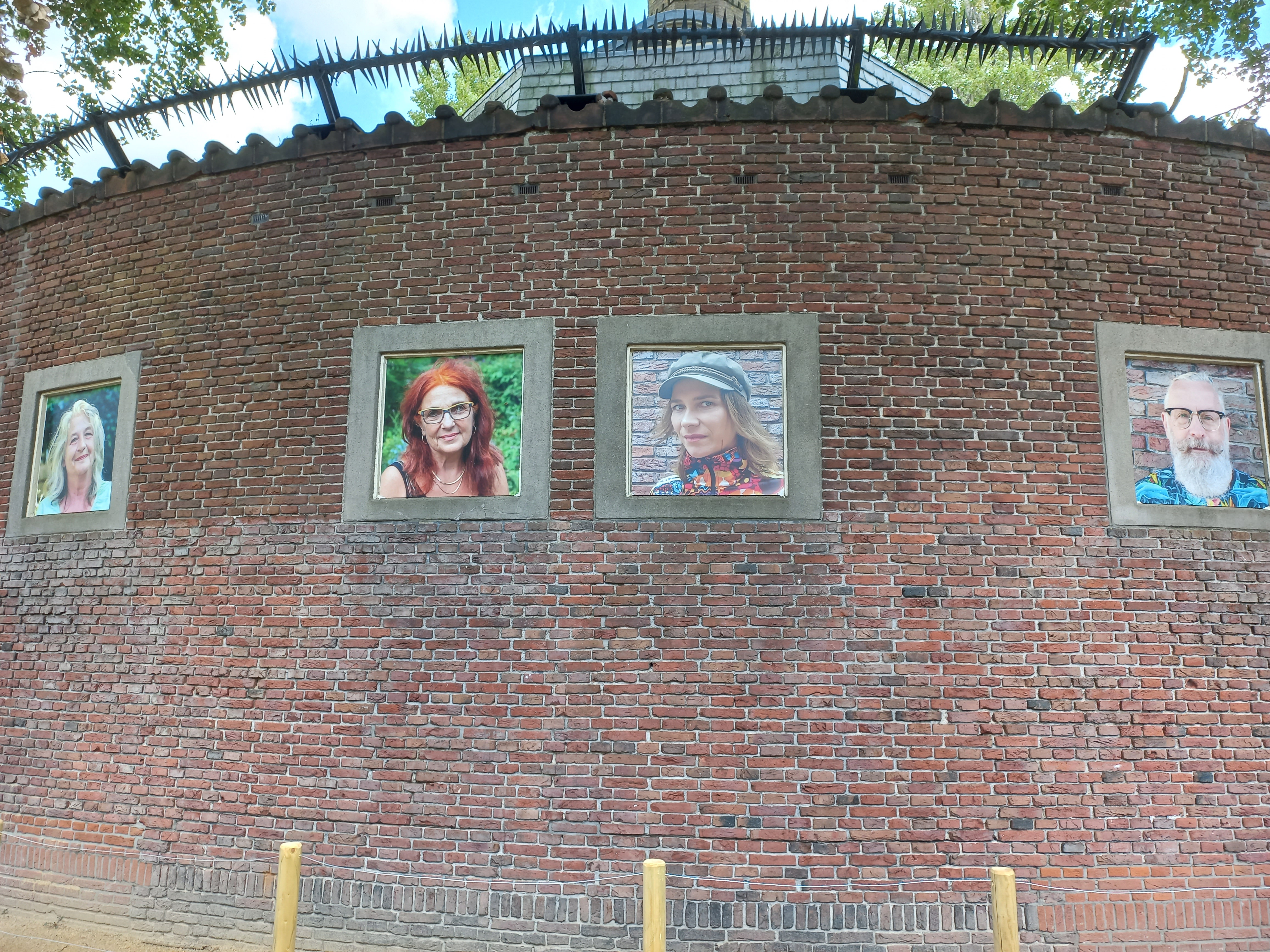
Portrettengalerij (juli 2023)